# W84
W84 — американська термоядерна боєголовка, початково була розроблена для використання на крилатій ракеті наземного базування BGM-109G GLCM.

## Історія
Зброя була розроблена Національною лабораторією імені Лоуренса Лівермора у вересні 1978 року для програми наземних крилатих ракет. Виробничий інженер розпочався в грудні 1980 року, а перше виробництво почалося в червні 1983 року, а повномасштабне виробництво почалося у вересні 1983 року. Хоча точна кількість спірна, було виготовлено 350 або 530 боєголовок.
У боєголовки виникли проблеми з конструкцією після розгортання після того, як зброя показала неочікувано низьку потужність під час імітаційного тесту на старіння. Цю проблему було виправлено без перепроектування вузла ядерної вибухової речовини. Одним із випробувань зброї був 2 серпня 1984 року постріл Fusileer Correo на глибині 335 м, виробляючи менше 20 кілотонн ТНТ (84 ТДж).
З підписанням Договору про ліквідацію ракет середньої і меншої дальності в 1987 році GLCM, які несли W84, були знищені, а боєголовки поміщені в неактивний резервний запас. Ці боєголовки використовувалися для вивчення впливу тривалого старіння на TATB і вибухові речовини, пов’язані з полімерами.
W84 коротко розглядався разом із B61 Mod 12 для програми довгострокових ракет великої дальності (LRSO), але була обрана нова модифікація W80, W80 Mod 4, оскільки жодна система не відповідала вимогам щодо розмірів і ваги програми.

## Конструкція
W84 є похідною від конструкції ядерної бомби B61 і є близьким родичем боєголовки W80, яка використовується на крилатих ракетах AGM-86 ALCM, AGM-129 ACM і BGM-109 Tomahawk SLCM. Має двоступеневу радіаційну імплозійну бойову частину зі змінною потужністю від 0,2 кілотонн до 150 кілотонн. W84 було розроблено в Ліверморській національній лабораторії Лоуренса, а ядерна бомба B61, як вважають, базується на її основі, виникла в Національній лабораторії Лос-Аламоса.

Боєголовка має 33 см у діаметрі та 86 см довжини що трохи довше ніж довжина боєголовка W80, використовувана на інших крилатих ракетах тієї епохи. Важить 176 кг, майже на 45 кг важча, ніж W80. Боєголовка містить полімерну вибухову речовину LX-17 на основі TATB на своїй початковій стадії, яка є нечутливою бризантною вибуховою речовиною (IHE), розробленою для зменшення ймовірності детонації в разі аварії. Інші вибухові речовини, присутні в боєголовці, включають наддрібний порошок TATB (UF-TATB) і LX-16, звичайну бризантну вибухову речовину на основі полімеру на основі PETN.

## Галерея

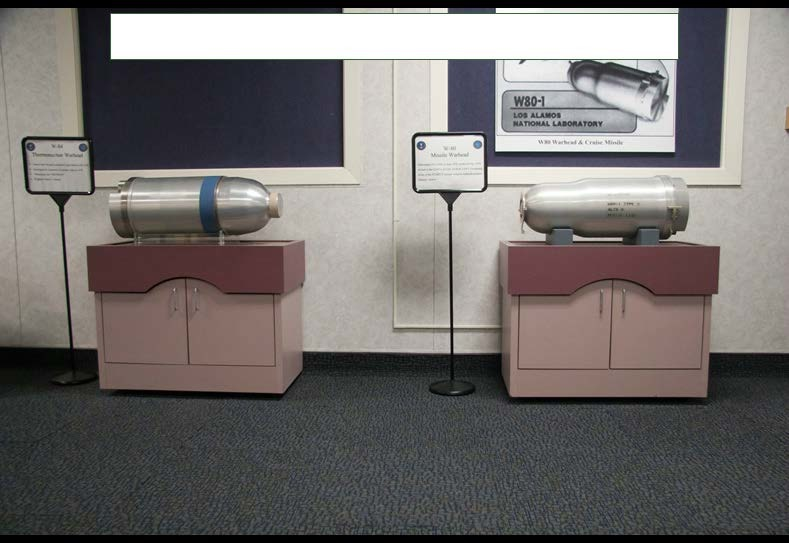
Боєголовка W84 (ліворуч) на виставці в Навчальному музеї ядерної зброї
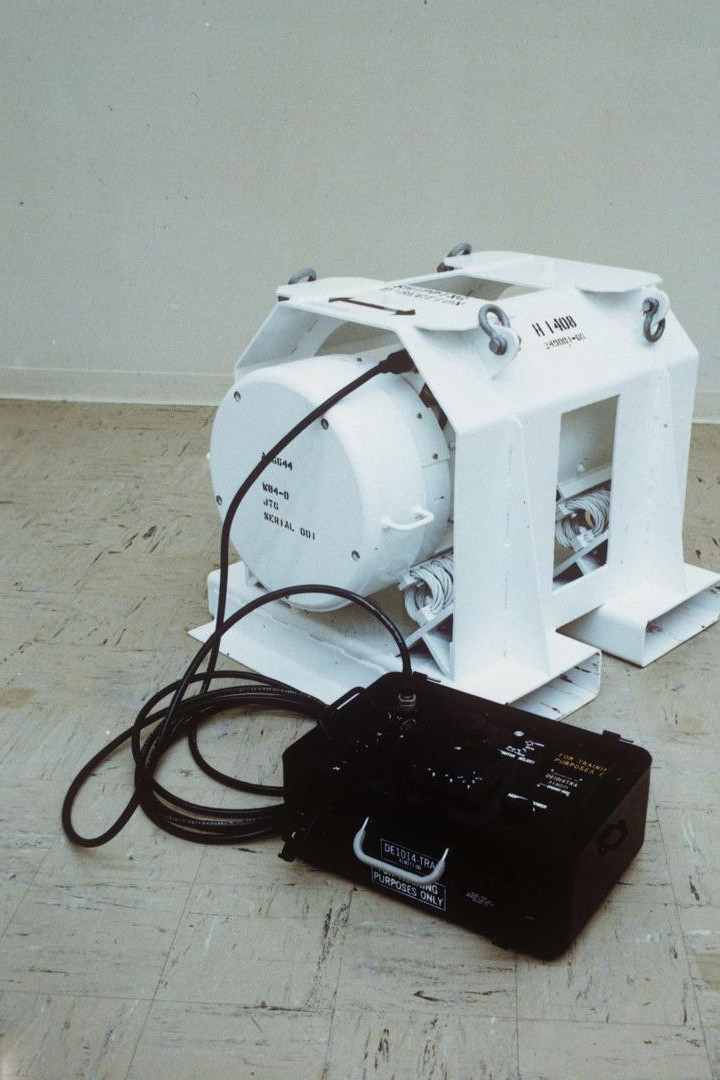
Контейнер для зберігання і кодер-декодер PAL для БЧ W84.